# Lijst van spelers van het Ivoriaanse voetbalelftal
Deze lijst van spelers van het Ivoriaans voetbalelftal geeft een overzicht van alle voetballers die minimaal veertig interlands achter hun naam hebben staan voor Ivoorkust. Vetgezette spelers zijn in 2024 nog voor de nationale ploeg uitgekomen.

## Overzicht
Bijgewerkt tot en met het duel tegen  Tsjaad op 19 november 2024.
| Naam speler             | Debuut | Laatst | Interlands | Goals |
| ----------------------- | ------ | ------ | ---------- | ----- |
| Didier Zokora           | 2000   | 2014   | 123        | 1     |
| Kolo Touré              | 2000   | 2015   | 119        | 7     |
| Max Gradel              | 2011   | 2024   | 113        | 18    |
| Didier Drogba           | 2002   | 2014   | 104        | 65    |
| Siaka Tiéné             | 2000   | 2015   | 100        | 2     |
| Yaya Touré              | 2004   | 2015   | 100        | 19    |
| Salomon Kalou           | 2007   | 2017   | 97         | 28    |
| Serge Aurier            | 2013   | 2024   | 93         | 4     |
| Gervais Yao Kouassi     | 2007   | 2021   | 88         | 23    |
| Arthur Boka             | 2004   | 2015   | 87         | 1     |
| Barry Boubacar Copa     | 2000   | 2015   | 86         | 0     |
| Franck Kessié           | 2014   | 2024   | 81         | 11    |
| Emmanuel Eboué          | 2004   | 2013   | 76         | 3     |
| Tchiressoua Guel        | 1993   | 2006   | 72         | 10    |
| Abdul Kader Keïta       | 2000   | 2012   | 72         | 11    |
| Sylvain Gbohouo         | 2014   | 2021   | 65         | 0     |
| Aruna Dindane           | 2000   | 2010   | 62         | 18    |
| Laurent Pokou           | 1967   | 1980   | 62         | 19    |
| Geoffroy Serey Dié      | 2013   | 2022   | 61         | 2     |
| Wilfried Bony           | 2010   | 2019   | 59         | 18    |
| Jean Michaël Seri       | 2015   | 2024   | 58         | 4     |
| Serge-Alain Maguy       | 1987   | 1997   | 55         | 3     |
| Cheick Tioté            | 2009   | 2015   | 55         | 1     |
| Wilfried Kanon          | 2015   | 2022   | 54         | 3     |
| Ibrahima Koné           | 1992   | 2002   | 51         | 2     |
| Abdoulaye Meïté         | 2003   | 2010   | 50         | 1     |
| Eric Bailly             | 2015   | 2024   | 49         | 2     |
| Cyril Domoraud          | 1995   | 2006   | 49         | 0     |
| Abdoulaye Traoré        | 1986   | 1996   | 49         | 29    |
| Souleymane Bamba        | 2008   | 2014   | 48         | 2     |
| Bonaventure Kalou       | 1998   | 2007   | 47         | 12    |
| Christian N'Dri Romaric | 2005   | 2013   | 47         | 4     |
| Nicolas Pépé            | 2016   | 2024   | 46         | 10    |
| Emerse Faé              | 2005   | 2011   | 45         | 1     |
| Donald-Olivier Sié      | 1990   | 2000   | 45         | 6     |
| Losseni Konaté          | 1994   | 2002   | 43         | 0     |
| Basile Aka Kouamé       | 1992   | 1999   | 43         | 1     |
| Ibrahim Sangaré         | 2014   | 2024   | 43         | 11    |
| Alain Gouaméné          | 1987   | 2000   | 42         | 0     |
| Ghislain Konan          | 2017   | 2024   | 42         | 0     |
| Baky Koné               | 2004   | 2010   | 41         | 9     |
| Ibrahima Bakayoko       | 1996   | 2002   | 40         | 22    |
| Joël Tiéhi              | 1987   | 1990   | 40         | 25    |

FIF · A-internationals · Selecties · Bondscoaches · Statistieken · Ivoriaans vrouwenelftal · Ivoorkust U21 · Ivoorkust U20 · Ivoorkust U19 · Ivoorkust U18 · Ivoorkust U17
1960 – 1969 ·
1970 – 1979 ·
1980 – 1989 ·
1990 – 1999 ·
2000 – 2009 ·
2010 – 2019 ·
2020 − 2029
WK 2006 · 
WK 2010 · 
WK 2014
OS 2008 · 
OS 2020
1960 ·
1961 ·
1962 ·
1963 ·
1964 · 
1965 ·
1966 · 
1967 ·
1968 ·
1969 ·
1970 ·
1971 ·
1972 ·
1973 ·
1974 ·
1975 ·
1976 ·
1977 ·
1978 · 
1979 ·
1980 ·
1981 · 
1982 ·
1983 ·
1984 ·
1985 ·
1986 ·
1987 ·
1988 ·
1989 ·
1990 ·
1991 ·
1992 · 
1993 · 
1994 · 
1995 · 
1996 · 
1997 · 
1998 · 
1999 · 
2000 · 
2001 · 
2002 · 
2003 · 
2004 · 
2005 · 
2006 · 
2007 · 
2008 · 
2009 · 
2010 · 
2011 · 
2012 · 
2013 ·
2014 ·
2015 ·
2016 ·
2017 ·
2018 ·
2019 ·
2020 ·
2021 ·
2022 ·
2023 ·
2024
Algerije ·
Angola ·
Argentinië ·
België ·
Benin ·
Bosnië en Herzegovina ·
Botswana ·
Brazilië ·
Burkina Faso ·
Burundi ·
Centraal-Afrikaanse Republiek ·
Chili ·
Colombia ·
Comoren ·
Congo-Brazzaville ·
Congo-Kinshasa ·
Duitsland ·
Egypte ·
El Salvador ·
Engeland ·
Equatoriaal-Guinea ·
Ethiopië ·
Frankrijk ·
Gabon ·
Gambia ·
Ghana ·
Griekenland ·
Guinee ·
Guinee-Bissau ·
Hongarije ·
Israël ·
Italië ·
Japan ·
Jordanië ·
Kameroen ·
Kenia ·
Koeweit ·
Lesotho ·
Liberia ·
Libië ·
Madagaskar ·
Malawi ·
Mali ·
Marokko ·
Mauritanië ·
Mauritius ·
Mexico ·
Moldavië ·
Mozambique ·
Namibië ·
Nederland ·
Niger ·
Nigeria ·
Noord-Korea ·
Oeganda ·
Oostenrijk ·
Paraguay ·
Polen ·
Portugal ·
Qatar ·
Roemenië ·
Rusland ·
Rwanda ·
Senegal ·
Servië en Montenegro ·
Seychellen ·
Sierra Leone ·
Slovenië ·
Soedan ·
Spanje ·
Tanzania ·
Togo ·
Tsjaad ·
Tunesië ·
Turkije ·
Uruguay ·
Verenigde Staten ·
Zambia ·
Zimbabwe ·
Zuid-Afrika ·
Zuid-Korea ·
Zweden ·
Zwitserland
Argentinië (2006) · 
Colombia (2014) ·
Ghana (2015) ·
Griekenland (2014) · 
Japan (2014) ·  
Nederland (2006) · 
Noord-Korea (2010) · 
Servië en Montenegro (2006) ·
Zambia (2012)